# Novoantonivka, Rozdilna
Novoantonivka (în ucraineană Новоантонівка) este un sat în comuna Velîkoploske din raionul Rozdilna, regiunea Odesa, Ucraina.

## Demografie
Componența lingvistică a localității Novoantonivka
     Ucraineană (78,57%)
     Rusă (17,86%)
     Română (3,57%)
Conform recensământului din 2001, majoritatea populației localității Novoantonivka era vorbitoare de ucraineană (78,57%), existând în minoritate și vorbitori de rusă (17,86%) și română (3,57%).